# Religion en Nouvelle-Zélande
Il existe une diversité de religions en Nouvelle-Zélande. La plus répandue est le christianisme (32 %), mais plus de la moitié de la population indique ne pas avoir de religion en 2023.

## Histoire
Avant l'arrivée des missionnaires chrétiens européens, les peuples autochtones maoris avaient leur propre mythologie et spiritualité (en). En 1814, la première mission chrétienne est fondée dans la Baie des îles par le missionnaire britannique protestant Samuel Marsden. Dans les années 1830, des missionnaires français commencent à propager le catholicisme.
L'Immigration Act de 1987 change les critères d'entrée pour immigrer en Nouvelle-Zélande, ce qui entraine une augmentation du nombre d'immigrants de pays non-européens. Les religions particulièrement répandues dans le sud de l'Asie telles que l'hindouisme, le bouddhisme et le sikhisme se développent, surtout à Auckland.

## Démographie
Le recensement néo-zélandais collecte des informations sur l'affiliation religieuse de la population depuis sa première édition en 1851.
Le dernier date de 2023. Sur un total de 4 993 923 réponses, 2 576 049 personnes indiquent ne pas avoir de religion, soit 51,5 % de la population. 1 620 000 personnes (32 %) s'identifient comme chrétiennes, les dénominations définies les plus importantes étant l'anglicanisme (245 000 personnes soit 4,9 %), le catholicisme (en) (289 000 personnes soit 5,8 %) et le calvinisme (202 000 personnes soit 4 %). 
L'hindouisme représente 2,9 % de la population (144 000 personnes), l'islam 1,5 % de la population (68 000 personnes) et les religions et croyances maories 1,3 % de la population (6 500 personnes). Les juifs représentent 0,1 % de la population (3 600 personnes).
Il faut noter que près de 6,8 % des répondants ont refusé de répondre à la question de l'affiliation religieuse. Contrairement à d'autres années où ces religions n'étaient pas comptabilisées comme telles,, des mouvements comme le pastafarisme ou le jediisme sont inclus dans la liste, avec respectivement 3 297 et 17 682 adeptes.

## Religions

### Hindouisme
L'hindouisme est la deuxième religion la plus présente dans le pays.

### Islam

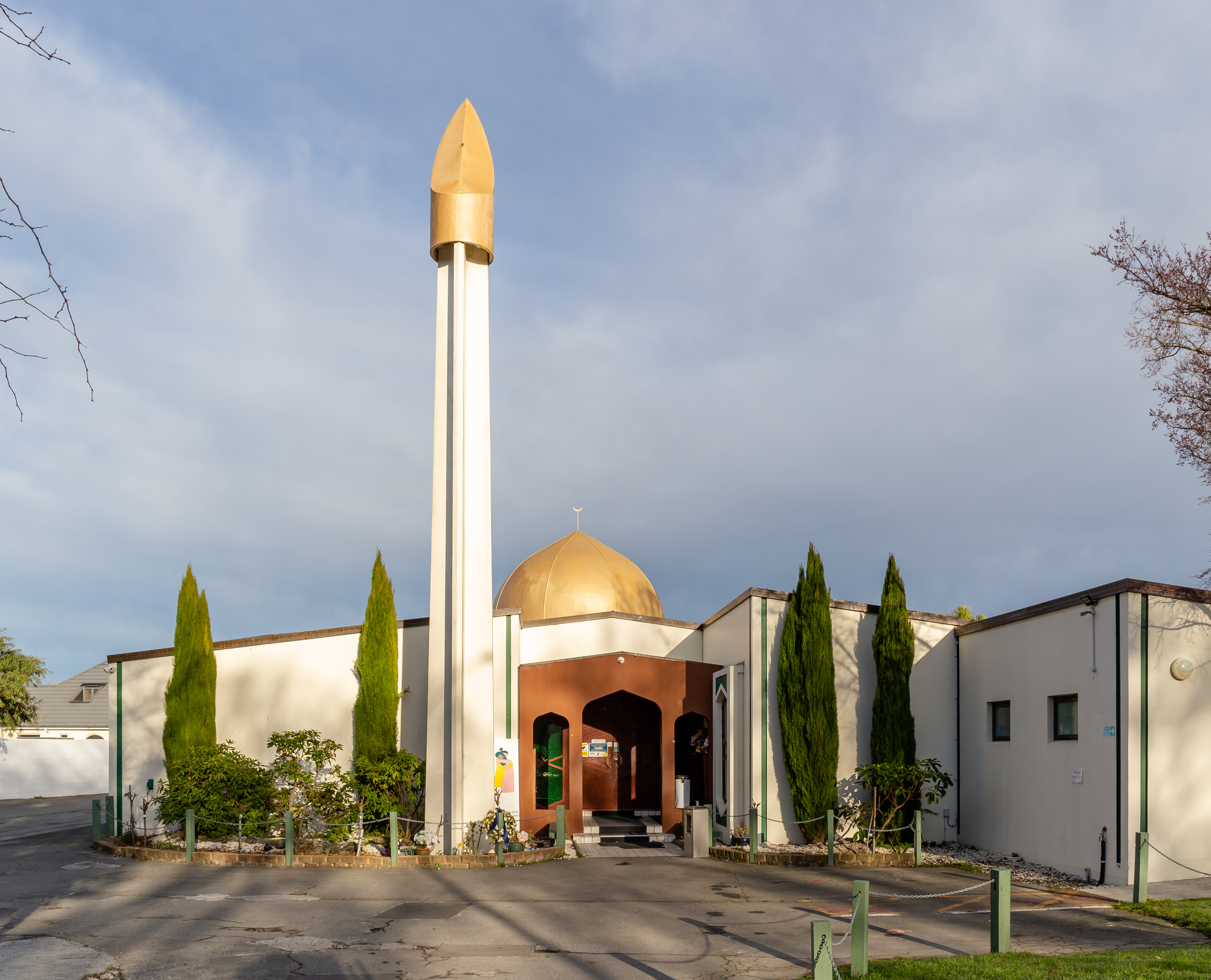
Mosquée de Chirstchurch.

Les premiers musulmans à arriver en Nouvelle-Zélande sont 15 travailleurs chinois en 1874. En 1950, la New Zealand Muslim Association est fondée et en 1959, elle ouvre le premier centre islamique du pays à Auckland.
Entre les années 1950 et 1970, la communauté musulmane croit grâce à l'immigration de réfugiés des pays européens de l'Est, de travailleurs des Fiji et d'étudiants venus de toute l'Asie. Une association (International Muslim Association of New Zealand) est créée à Wellington en 1962 et une à Canterbury (Muslim Association of Canterbury) en 1977. La Federation of Islamic Associations of New Zealand (en) est créée en 1979 pour centraliser et représenter les intérêts de la communauté musulmane. Cette année là, on compte 2 000 pratiquants sur l'île.
En 2023, 68 538 personnes s'identifient à une dénomination de l'islam.

### Judaïsme
Dans les années 1830, les premiers juifs arrivent en Nouvelle-Zélande à bord des bateaux britanniques. Le premier service de prière est organisé en 1843. Selon le premier recensement national dans la colonie effectué en 1851, on compte 65 juifs sur 26 707 habitants, soit 0,4 % de la population.
La montée du nazisme en Allemagne pousse environ 1 000 juifs européens à émigrer dans le pays pendant l'entre-deux guerres.
Le Conseil Juif de Nouvelle-Zélande estime qu'il y aurait aujourd'hui 10 000 juifs dans le paysalors que le nombre issu du recensement de 2018 indique 5 200 pratiquants. La majorité de la communauté est orthodoxe, et se concentre à Auckland et à Wellington.

### Autres religions
Dans le recensement de 2023, 53 406 personnes déclarent appartenir à la foi sikhiste, soit 1% de la population. Les premiers pratiquants étaient arrivés dans les années 1890, comme Phuman Singh. La New Zealand Sikh Society est établie en 1964 et le premier lieu de culte (gurdwara) ouvre en 1977.

### Irréligion

Affiliation religieuse en Nouvelle-Zélande entre 1996 et 2023.

Depuis la fin de la Seconde Guerre mondiale, la part de la population en Nouvelle-Zélande qui ne se déclare d'aucune religion est en augmentation. En 2018, pour la première fois, elle devient la réponse majoritaire dans le recensement national. En 2023, elle est choisie par 51,6 % des répondants.